# Bogislav Friedrich Emanuel von Tauentzien

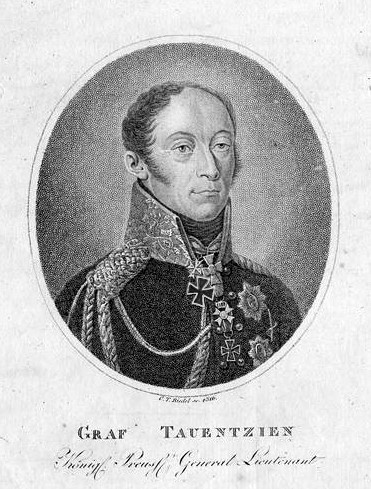
Graf Tauentzien, 1816

Bogislav Friedrich Emanuel Graf Tauentzien von Wittenberg (* 15. September 1760 in Potsdam; † 20. Februar 1824 in Berlin) war ein preußischer General der Infanterie.

## Leben

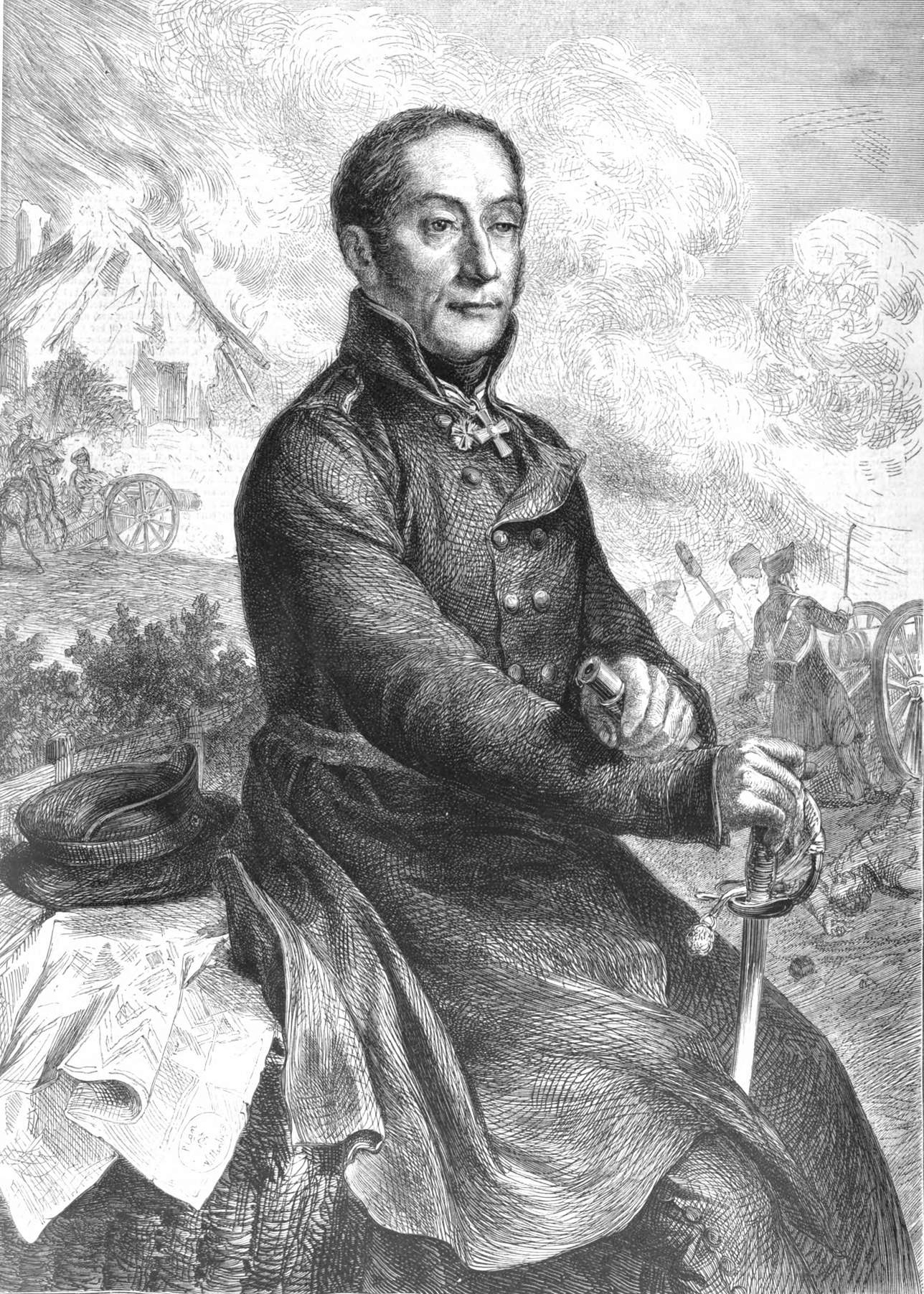
Bogislav Friedrich Emanuel Graf Tauentzien von Wittenberg, 1813. Grafik von Hermann Scherenberg.

Bogislav war der Sohn von Friedrich Bogislav von Tauentzien und trat mit 16 Jahren am 22. Juli 1776 in die Preußische Armee ein. Als Fähnrich und Adjutant von Prinz Heinrich von Preußen (1726–1802), dem Bruder Friedrichs des Großen, kam er in dessen Infanterieregiment. Heinrich fasste bald eine tiefe Zuneigung zu dem jungen Adligen und erhob ihn zu seinem Günstling. Tauentzien begleitete ihn in der Folge auf allen Reisen und auch im Bayerischen Erbfolgekrieg als persönlicher Adjutant. Ein Gemälde von Edward Francis Cunningham zeigt den Prinzen (damals 59 Jahre) und Tauentzien (25 Jahre) in „sehr persönlichem Miteinander. Die scheue Zuwendung des alten Mannes zu dem jungen tritt hier anrührend zutage“, schreibt Christian Graf von Krockow in seinem Buch „Die preußischen Brüder“.

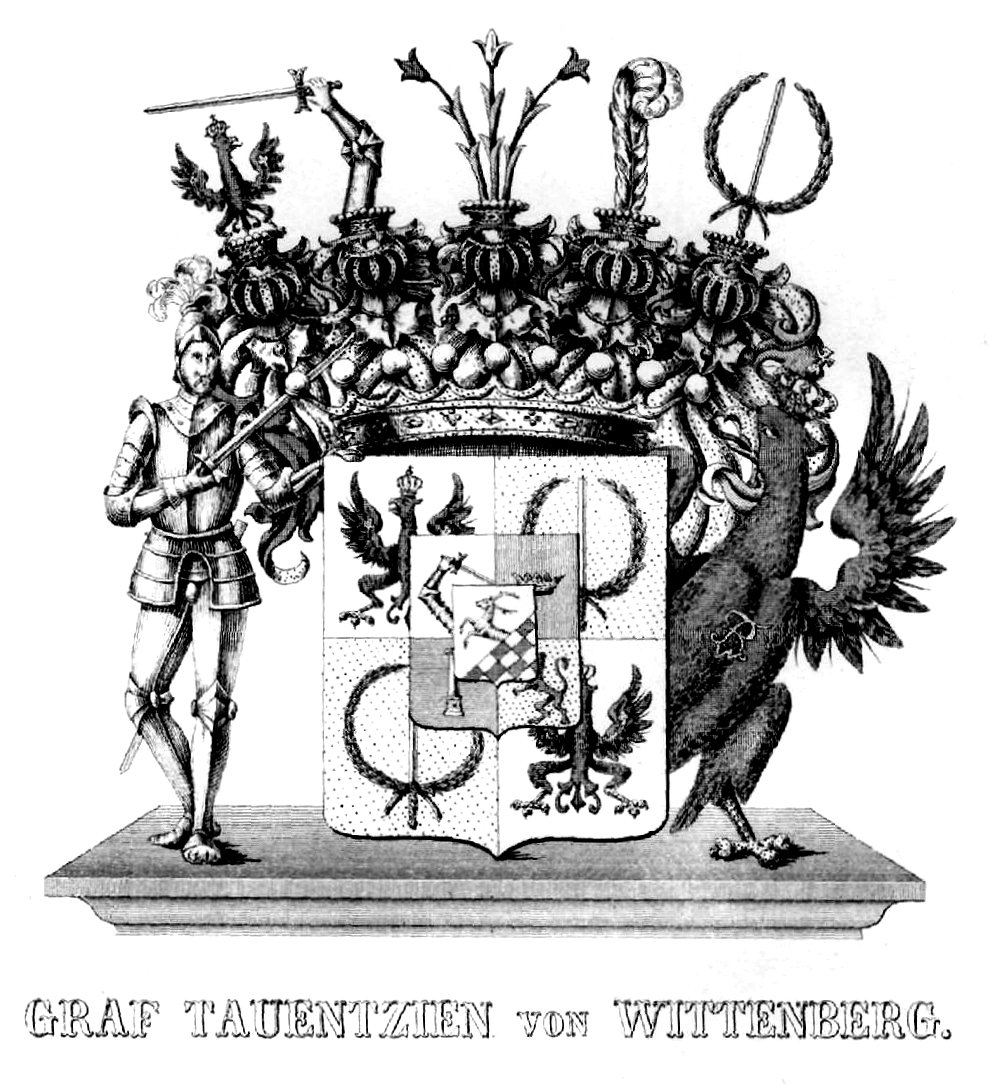
Grafenwappen von 1791

Das Verhältnis zu dem Prinzen endete, als der inzwischen zum Major avancierte Tauentzien 1791 nach dem Tode des Königs in das Gefolge von dessen Nachfolger – Friedrich Wilhelm II. – wechselte. Am 5. August 1791 wurde Tauentzien in den preußischen Grafenstand erhoben und am 13. Dezember 1792 für seine Tätigkeit als Verbindungsoffizier bei der österreichischen Armee in den Niederlanden mit dem Orden Pour le Mérite ausgezeichnet. Für seine Verdienste ernannte der König ihn am 31. Dezember 1792 zum Flügeladjutant und beförderte Tauentzien zum Oberstleutnant. Vom 24. Januar 1794 bis 3. Mai 1797 war er als außerordentlicher Gesandter am Hof von Katharina II. in St. Petersburg. Nach seiner Abberufung aus Russland nahm der inzwischen zum Oberst beförderte Tauentzien im Herbst an den großen Manövern teil und trat dann einen längeren Urlaub an. Friedrich Wilhelm III. beförderte ihn am 4. Juni 1801 zum Generalmajor und ernannte ihn am 24. September 1804 zum Chef des vakanten Infanterieregiments „von Laurens“. Im Krieg mit Frankreich unterstand Tauentzien im Oktober 1806 ein vom Fürsten Hohenlohe bis Saalburg vorgeschobenes Beobachtungskorps. Er wurde vom französischen Marschall Soult nach Schleiz zurückgedrängt, bewerkstelligte aber trotz des unglücklichen Gefechts vom 9. Oktober seinen Rückzug zu Hohenlohe.
In der Schlacht bei Jena befehligte Tauentzien die Avantgarde des Hohenloheschen Korps. Nach dem Tilsiter Frieden erhielt er als Generalleutnant das Kommando der Brandenburgischen Brigade und beteiligte sich später an der Reorganisation der Armee. Nach dem Zusammenbruch Preußens 1806 schieden infolge der Arbeit der Immediatuntersuchungskommission von den 142 preußischen Generälen 86 ehrenvoll und 17 zur Strafe aus, sechs waren gefallen. Tauentzien gehörte zu den 22 Generälen, die der König im Dienst behielt.
Bei Beginn der Befreiungskriege Anfang 1813 zum Militärgouverneur zwischen der Oder und Weichsel ernannt, leitete er die Belagerung von Stettin. Seit August 1813 kommandierte er als General der Infanterie das meist aus Landwehr bestehende IV. Armee-Korps und kämpfte an der Spitze desselben bei Großbeeren (23. August) und Dennewitz (6. September). Am 15. September 1813 wurde er zum Ritter des Schwarzen Adlerordens geschlagen. Im Oktober wurde sein Korps zur Deckung des Übergangs über die Elbe bei Dessau zurückgelassen.

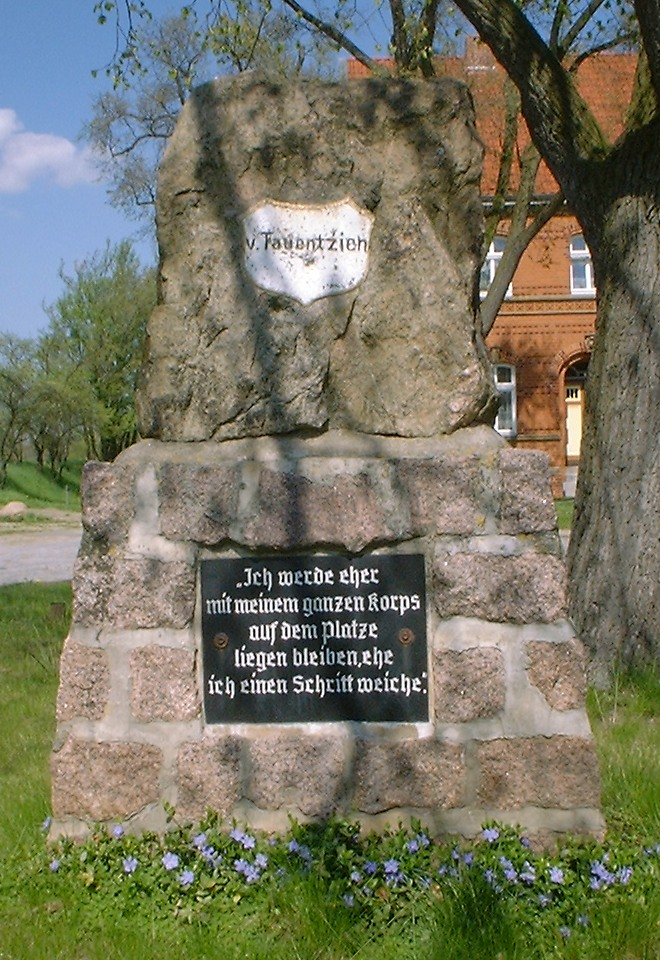
Tauentzien-Gedenkstein in Dennewitz

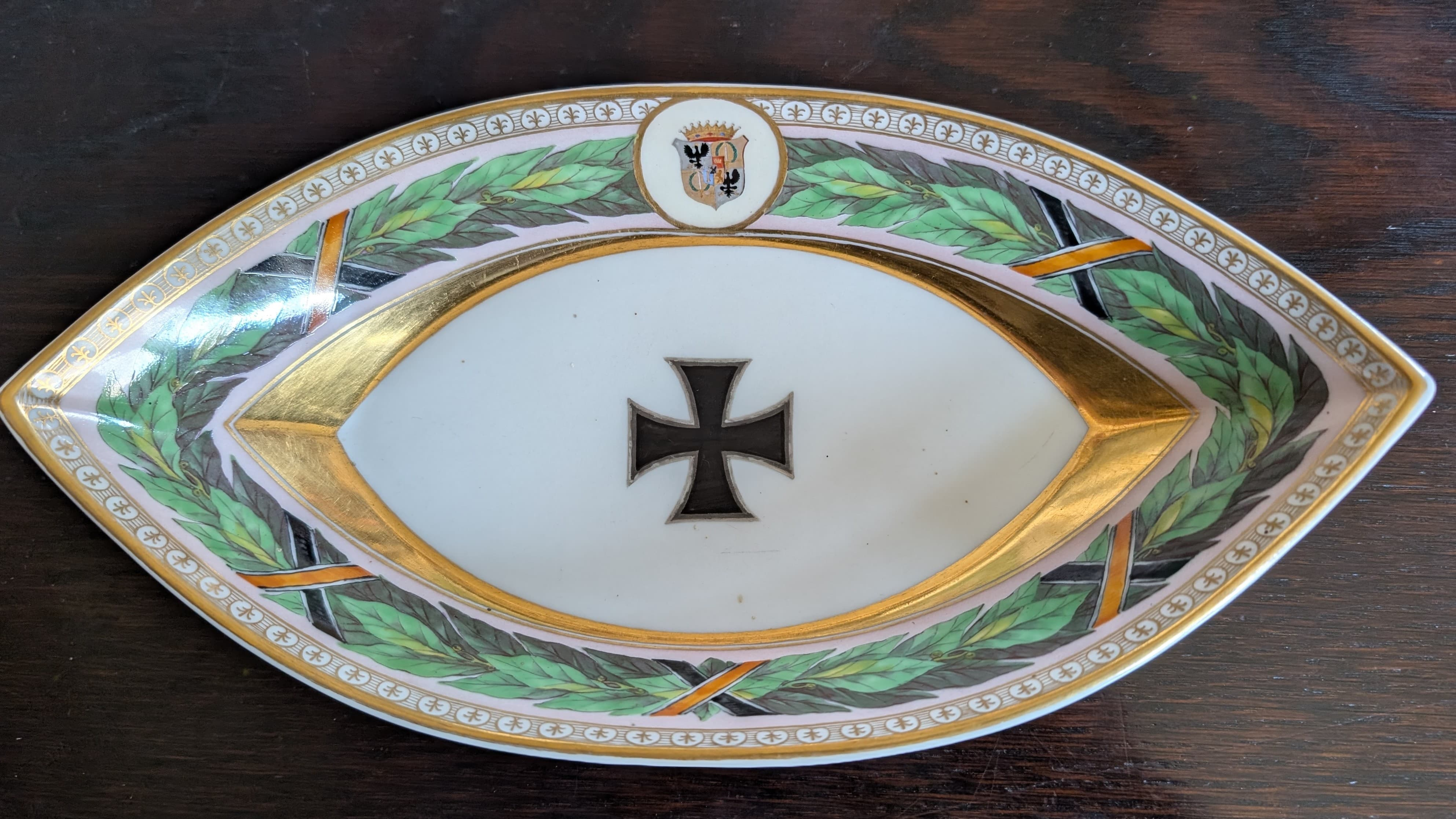
Teil des KPM Porzellan-Serrvices für Graf von Tauentzien (Geschenk vom König)

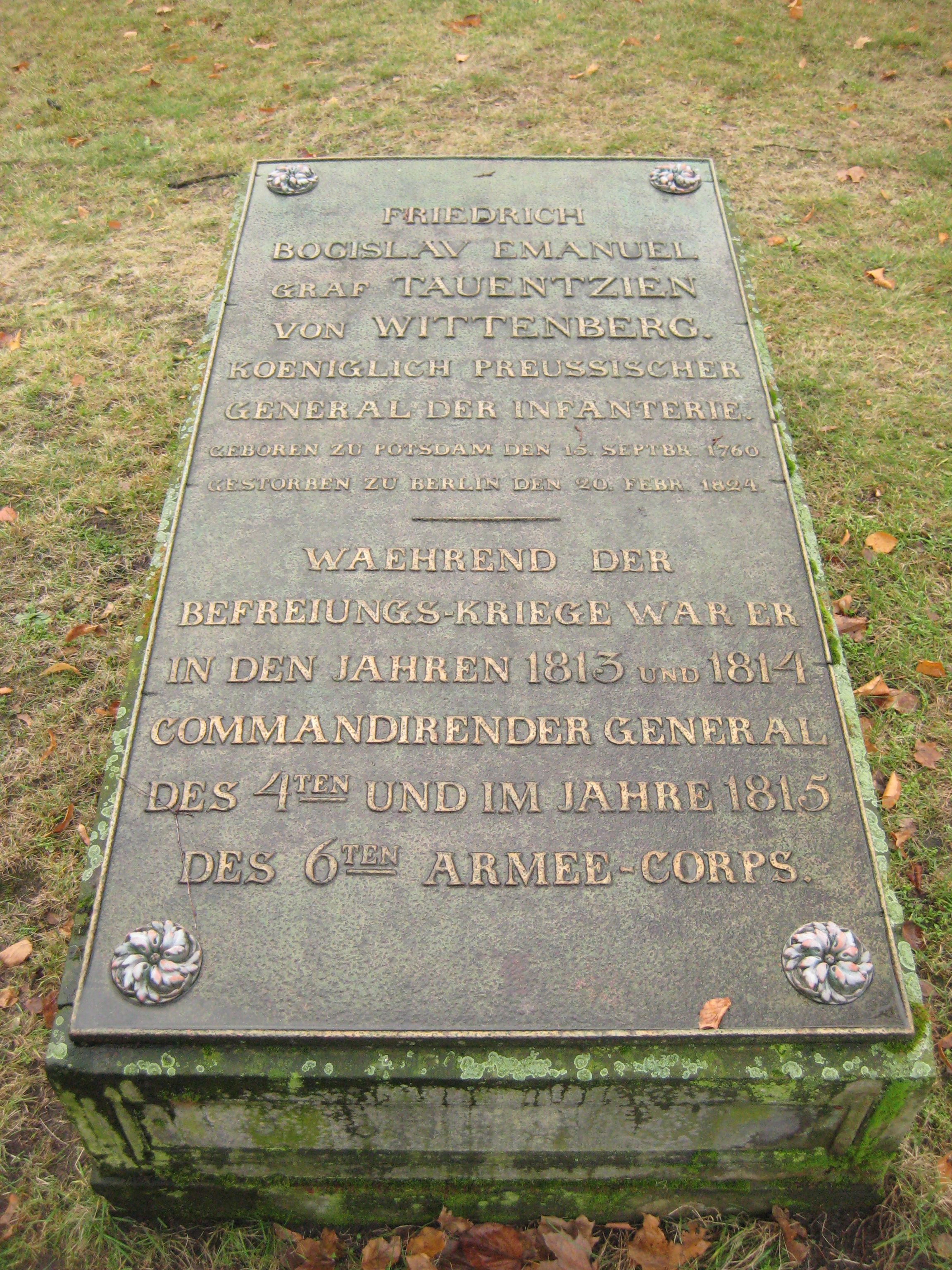
Grabstätte auf dem Invalidenfriedhof, Berlin

Nach der Völkerschlacht bei Leipzig zwang er Torgau zur Kapitulation (26. Dezember) und nahm Wittenberg in der Nacht vom 13. zum 14. Januar 1814 im Sturm, wodurch er sich das Ehrenprädikat „von Wittenberg“ (eine Wappenvermehrung) und am 26. Januar 1814 das Großkreuz des Eisernen Kreuzes für seine militärischen Leistungen erwarb. So lautete zumindest die offizielle, aber falsche Version zur Erstürmung Wittenbergs. Tatsache ist, dass Generalleutnant Leopold Wilhelm von Dobschütz Stadt und Festung Wittenberg am 13./14. Januar allein einnahm, da Tauentzien gar nicht vor Ort war. So schreibt denn auch korrekt Carl Gottlieb Merker, Pfarrer in Kurzlipsdorf, in seinem Buch Das Kriegsjahr 1813: „Als Dobschütz in der Folge Wittenberg wirklich nahm, wurde nicht ihm, sondern dem Oberbefehlshaber Tauentzien die Ehre zuteil, „Tauentzien von Wittenberg“ genannt zu werden, welcher letzterer doch während der Belagerung Wittenbergs sich in Kemberg befand. Dobschütz aber wurde in der Folge Gouverneur von Dresden.“ Auch Magdeburg fiel nach engerer Einschließung durch Tauentzien am 24. Mai 1814.
Im Feldzug des folgenden Jahrs erhielt Tauentzien das Kommando des VI. Armee-Korps. Aber der Krieg war, als er französischen Boden betrat, durch die Schlacht bei Waterloo bereits entschieden. Nach dem Frieden war Tauentzien Kommandierender General des III. Armee-Korps.
Tauentzien war Mitglied der Magdeburger Freimaurerloge „Ferdinand zur Glückseligkeit“. Er starb als Kommandant von Berlin am 20. Februar 1824 und wurde auf dem dortigen Invalidenfriedhof beigesetzt.

## Familie
Tauentzien war mit Elisabeth Karoline Isabella von Marschall verheiratet. Das Paar hatte eine Tochter:
- Henriette Elisabeth (Lisinka) Johanna Ulrike (1785–1859) ⚭ Gustav Leopold Graf von Hake (1776–1838), preußischer Generalleutnant, Kommandant von Magdeburg

Nach ihrem Tode 1785 verheiratete er sich am 27. September 1787 in Berlin mit Luise Friederike Juliane von Arnstedt (1760–1840). Insgesamt hatte er vier Kinder, darunter:
- Bogislav (1789–1854), preußischer Generalmajor
- Johanna Emilie Wilhelmine Charlotte (*/† 1792)
- Wilhelmine Luise Katharina Cäcilie (1798–1802).

Mit dem Tod seines Sohnes Heinrich Bogislav 1854 erlosch der gräfliche Zweig des Geschlechts von Tauentzien.

## Ehrungen
Nach ihm ist die Tauentzienstraße im Berliner Generalszug benannt.